# Gran Premio de Catar de Motociclismo de 2004
El Gran Premio de Catar de Motociclismo de 2004 fue la decimotercera prueba del Campeonato del Mundo de Motociclismo de 2004. Tuvo lugar en el fin de semana del 30 de septiembre al 2 de octubre de 2004 en el Circuito Internacional de Losail, situado en Doha, Catar. La carrera de MotoGP fue ganada por Sete Gibernau, seguido de Colin Edwards y Rubén Xaus. Sebastián Porto ganó la prueba de 250cc, por delante de Dani Pedrosa y Hiroshi Aoyama. La carrera de 125cc fue ganada por Jorge Lorenzo, Andrea Dovizioso fue segundo y Álvaro Bautista tercero.

## Resultados MotoGP
| Pos | Piloto            | Constructor | Tiempo/Retirado | Parrilla | Puntos |
| --- | ----------------- | ----------- | --------------- | -------- | ------ |
| 1   | Sete Gibernau     | Honda       | 44:01.741       | 3        | 25     |
| 2   | Colin Edwards     | Honda       | +1.315          | 10       | 20     |
| 3   | Rubén Xaus        | Ducati      | +23.844         | 7        | 16     |
| 4   | Alex Barros       | Honda       | +25.458         | 2        | 13     |
| 5   | Nicky Hayden      | Honda       | +31.417         | 4        | 11     |
| 6   | Max Biaggi        | Honda       | +39.209         | 24       | 10     |
| 7   | Norifumi Abe      | Yamaha      | +53.373         | 17       | 9      |
| 8   | John Hopkins      | Suzuki      | +58.006         | 11       | 8      |
| 9   | Alex Hofmann      | Kawasaki    | +1:04.320       | 18       | 7      |
| 10  | Makoto Tamada     | Honda       | +1:18.518       | 13       | 6      |
| 11  | Yukio Kagayama    | Suzuki      | +1:49.438       | 19       | 5      |
| 12  | James Haydon      | Proton      | +1:52.158       | 21       | 4      |
| 13  | James Ellison     | Harris WCM  | +1:53.900       | 22       | 3      |
| Ret | Carlos Checa      | Yamaha      | Retirado        | 1        |        |
| Ret | Marco Melandri    | Yamaha      | Retirado        | 16       |        |
| Ret | Loris Capirossi   | Ducati      | Retirado        | 6        |        |
| Ret | Jeremy McWilliams | Aprilia     | Retirado        | 14       |        |
| Ret | Neil Hodgson      | Ducati      | Retirado        | 15       |        |
| Ret | Nobuatsu Aoki     | Proton      | Retirado        | 20       |        |
| Ret | Valentino Rossi   | Yamaha      | Retirado        | 23       |        |
| Ret | Troy Bayliss      | Ducati      | Retirado        | 9        |        |
| Ret | Shinya Nakano     | Kawasaki    | Retirado        | 5        |        |
| DNQ | Youichi Ui        | Harris WCM  |                 |          |        |

## Resultados 250cc
| Pos | Piloto            | Constructor | Tiempo/Retirado | Parrilla | Puntos |
| --- | ----------------- | ----------- | --------------- | -------- | ------ |
| 1   | Sebastián Porto   | Aprilia     | 41:17.343       | 1        | 25     |
| 2   | Dani Pedrosa      | Honda       | +1.614          | 2        | 20     |
| 3   | Hiroshi Aoyama    | Honda       | +43.312         | 6        | 16     |
| 4   | Franco Battaini   | Aprilia     | +45.127         | 7        | 13     |
| 5   | Fonsi Nieto       | Aprilia     | +47.182         | 8        | 11     |
| 6   | Toni Elías        | Honda       | +59.471         | 5        | 10     |
| 7   | Roberto Rolfo     | Honda       | +1:11.413       | 16       | 9      |
| 8   | Alex Debón        | Honda       | +1:22.120       | 11       | 8      |
| 9   | Hugo Marchand     | Aprilia     | +1:22.162       | 23       | 7      |
| 10  | Joan Olivé        | Aprilia     | +1:29.038       | 14       | 6      |
| 11  | Sylvain Guintoli  | Aprilia     | +1:40.121       | 9        | 5      |
| 12  | Erwan Nigon       | Yamaha      | +1:43.016       | 18       | 4      |
| 13  | Taro Sekiguchi    | Yamaha      | +1:43.056       | 21       | 3      |
| 14  | Johan Stigefelt   | Aprilia     | +1:50.884       | 22       | 2      |
| 15  | José David de Gea | Honda       | +1:53.027       | 24       | 1      |
| 16  | Chaz Davies       | Aprilia     | +1:53.335       | 13       |        |
| 17  | Jakub Smrž        | Honda       | +1:54.871       | 17       |        |
| 18  | Alex Baldolini    | Aprilia     | +2:25.588       | 15       |        |
| 19  | Klaus Nöhles      | Aprilia     | +1 Vuelta       | 26       |        |
| Ret | Anthony West      | Aprilia     | Retirado        | 10       |        |
| Ret | Alex de Angelis   | Aprilia     | Retirado        | 3        |        |
| Ret | Naoki Matsudo     | Yamaha      | Retirado        | 20       |        |
| Ret | Dirk Heidolf      | Aprilia     | Retirado        | 19       |        |
| Ret | Radomil Rous      | Aprilia     | Retirado        | 27       |        |
| Ret | Randy de Puniet   | Aprilia     | Retirado        | 4        |        |
| Ret | Héctor Faubel     | Aprilia     | Retirado        | 12       |        |
| Ret | Gregory Leblanc   | Aprilia     | Retirado        | 25       |        |

## Resultados 125cc
| Pos | Piloto                   | Constructor | Tiempo/Retirado | Parrilla | Puntos |
| --- | ------------------------ | ----------- | --------------- | -------- | ------ |
| 1   | Jorge Lorenzo            | Derbi       | 39:11.620       | 1        | 25     |
| 2   | Andrea Dovizioso         | Honda       | +0.000          | 2        | 20     |
| 3   | Álvaro Bautista          | Aprilia     | +4.010          | 12       | 16     |
| 4   | Mika Kallio              | KTM         | +18.750         | 10       | 13     |
| 5   | Fabrizio Lai             | Gilera      | +35.450         | 16       | 11     |
| 6   | Pablo Nieto              | Aprilia     | +37.890         | 6        | 10     |
| 7   | Julián Simón             | Aprilia     | +39.020         | 8        | 9      |
| 8   | Gino Borsoi              | Aprilia     | +39.400         | 22       | 8      |
| 9   | Mattia Pasini            | Aprilia     | +42.900         | 15       | 7      |
| 10  | Mirko Giansanti          | Aprilia     | +42.910         | 9        | 6      |
| 11  | Steve Jenkner            | Aprilia     | +47.420         | 3        | 5      |
| 12  | Héctor Barberá           | Aprilia     | +48.010         | 14       | 4      |
| 13  | Thomas Lüthi             | Honda       | +52.650         | 13       | 3      |
| 14  | Andrea Ballerini         | Aprilia     | +1:03.090       | 21       | 2      |
| 15  | Gioele Pellino           | Aprilia     | +1:06.800       | 27       | 1      |
| 16  | Stefano Perugini         | Gilera      | +1:07.040       | 18       |        |
| 17  | Lukáš Pešek              | Honda       | +1:20.710       | 30       |        |
| 18  | Sergio Gadea             | Aprilia     | +1:23.800       | 19       |        |
| 19  | Dario Giuseppetti        | Honda       | +1:26.860       | 24       |        |
| 20  | Roberto Locatelli        | Aprilia     | +1:28.480       | 5        |        |
| 21  | Lorenzo Zanetti          | Honda       | +1:29.770       | 25       |        |
| 22  | Jordi Carchano           | Aprilia     | +1:37.390       | 26       |        |
| 23  | Manuel Manna             | Malaguti    | +1:37.540       | 31       |        |
| 24  | Raymond Schouten         | Honda       | +1:38.400       | 29       |        |
| 25  | Imre Tóth                | Aprilia     | +1:54.610       | 28       |        |
| Ret | Simone Corsi             | Honda       | Retirado        | 11       |        |
| Ret | Gábor Talmácsi           | Malaguti    | Retirado        | 17       |        |
| Ret | Casey Stoner             | KTM         | Retirado        | 4        |        |
| Ret | Max Sabbatani            | Honda       | Retirado        | 32       |        |
| Ret | Vesa Kallio              | Aprilia     | Retirado        | 20       |        |
| Ret | Ángel Rodríguez Campillo | Derbi       | Retirado        | 23       |        |
| Ret | Marco Simoncelli         | Aprilia     | Retirado        | 7        |        |